# Armin Stylow
Armin Udo Stylow (* 17. August 1941) ist ein deutscher Althistoriker und Epigraphiker.
Armin Udo Stylow promovierte 1972 an der Ludwig-Maximilians-Universität München mit einer Arbeit zum Thema Libertas und Liberalitas. Untersuchungen zur innenpolitischen Propaganda der Römer. Bis zu seiner Pensionierung war er wissenschaftlicher Referent für lateinische Epigraphik an der Kommission für Alte Geschichte und Epigraphik des Deutschen Archäologischen Instituts (DAI). Stylow ist ein international anerkannter Fachmann für die lateinischen Inschriften der Iberischen Halbinsel. Er hat sich insbesondere um die Sammlung und Herausgabe dieser Inschriften im Rahmen der Neuauflage des Corpus Inscriptionum Latinarum (CIL) Verdienste erworben und arbeitete dazu an der Universität Alcalá. Die etwa 23.000 bekannten lateinischen Inschriften Iberiens sind mittlerweile auch aufgrund Stylows Arbeit erschlossen, Stylow war neben Géza Alföldy, Marc Mayer Olivé und Juan Manuel Abascal Palazón Herausgeber dieser CIL-Bände. Im Juni 2009 wurde er an der Universidad Nacional de Córdoba mit einer Festschrift geehrt, zu der namhafte Altertumswissenschaftler nicht nur aus Spanien und Deutschland beigetragen haben. Stylow war daneben auch als Übersetzer von Fachliteratur tätig und hat beispielsweise die Mark-Aurel-Biografie von Anthony R. Birley ins Deutsche übersetzt. Er ist ordentliches Mitglied des DAI.
1992 wurde er korrespondierendes Mitglied der Real Academia de la Historia.